# Justicia luzonensis
Justicia luzonensis är en akantusväxtart som beskrevs av C. B. Cl.. Justicia luzonensis ingår i släktet Justicia och familjen akantusväxter. Inga underarter finns listade i Catalogue of Life.